# Capital Americana de la Cultura
La Capital Americana de la Cultura es un reconocimiento cultural fundado en 1998 que se entrega a ciudades americanas, que tiene los objetivos de ayudar a conocer diversas características de las ciudades y pueblos del continente, respetando su diversidad nacional y regional, mostrar el patrimonio cultural común; fomentar nacional e internacionalmente dicha ciudad y establecer nuevos puentes de cooperación con las otras capitales culturales del mundo. 
La Capital Americana de la Cultura es miembro del Bureau Internacional de Capitales Culturales, está acreditada ante la Organización de los Estados Americanos (OEA) y tiene el reconocimiento de los parlamentos Latinoamericano y Europeo.

## Historia
Pueden presentar candidatura para la designación de Capital Americana de la Cultura todos los territorios del continente americano que deseen desarrollar durante el año de convocatoria los objetivos de la Capital Americana de la Cultura.
Se entiende por «territorio», aquellos espacios físicos que tengan una unidad política, geográfica, administrativa o histórica. A título de ejemplo, se consideran territorios a las ciudades, las regiones, las provincias, los estados, las naciones, etc.
Las capitales designadas tienen una destacada promoción internacional durante el año de su capitalidad cultural gracias a la colaboración de Antena 3 Internacional (Madrid, España) y Discovery Networks Latin America/US Hispanic (Miami, Estados Unidos), ambas reconocidas empresas de televisión. El primero es desde el año 2001 el canal oficial de televisión europeo de la Capital Americana de la Cultura, con emisión para América Latina, Estados Unidos y algunos países de Europa, en lengua española. Mientras que el segundo, Discovery Channel, canal bastión de Discovery Networks Latin America/US Hispanic lo es desde el año 2002, para el continente americano, con emisión para América Latina en lengua española y portuguesa en sus múltiples canales, y en Estados Unidos para el público de habla hispana.

## Capitales Americanas de la Cultura
Hasta ahora, han sido elegidas como Capital Americana de la Cultura:
| Año  | Ciudad                | País                 |
| ---- | --------------------- | -------------------- |
| 2000 | Mérida                | México               |
| 2001 | Iquique               | Chile                |
| 2002 | Maceió                | Brasil               |
| 2003 | Ciudad de Panamá      | Panamá               |
| 2003 | Curitiba              | Brasil               |
| 2004 | Santiago              | Chile                |
| 2005 | Guadalajara           | México               |
| 2006 | Córdoba               | Argentina            |
| 2007 | Cuzco                 | Perú                 |
| 2008 | Brasilia              | Brasil               |
| 2009 | Asunción              | Paraguay             |
| 2010 | Santo Domingo         | República Dominicana |
| 2011 | Quito                 | Ecuador              |
| 2012 | São Luís              | Brasil               |
| 2013 | Barranquilla          | Colombia             |
| 2014 | Colima                | México               |
| 2015 | Mayagüez              | Puerto Rico          |
| 2016 | Valdivia              | Chile                |
| 2017 | Mérida                | México               |
| 2018 | Barcelona             | Venezuela            |
| 2019 | San Miguel de Allende | México               |
| 2020 | Punta Arenas          | Chile                |
| 2021 | Estado de Zacatecas   | México               |
| 2022 | Ibagué                | Colombia             |
| 2023 | Aguascalientes        | México               |
| 2024 | Estado de Nayarit     | México               |
| 2025 | San Luis Potosí       | México               |